# Зедер, Мелинда
Мелинда Зедер (Melinda A. Zeder; род. 1952) — американский археолог, антропологический археолог и архезоолог. Ислледовательница одомашнивания растений и животных, происхождения сельского хозяйства — в особенности на Ближнем Востоке. Доктор философии, эмерит-куратор Национального музея естественной истории. Член НАН США (2012). Отмечена Fryxell Award in Interdisciplinary Archaeology и Pomerance Award for Scientific Contributions to Archaeology (2016).

## Биография
Родилась в многодетной семье, четвёртым ребёнком из пяти. В раннем возрасте увлекается археологией, на неё оказывают влияние труды антрополога Лесли Уайта.
Окончила Мичиганский университет (бакалавр) и там же получила степени магистра и доктора философии. После учёбы основала Zooarchaeology Consultants, консультационную фирму по археологии. Сотрудничала с Национальным музеем естественной истории, куда перешла на административную должность в 1989 году. Ныне там эмерит-куратор. Лектор Distinguished Lecture in Archaeology в честь Нормана Хаммонда.
Работала в Иране, Израиле, Турции, Сирии. Член Американской академии искусств и наук (2008). Феллоу Американской ассоциации содействия развитию науки.
Публиковалась в Scientific Reports, Trends in Ecology & Evolution, Journal of Archaeological Science и др.
Автор книги «Feeding Cities: Specialized Animal Economy in the Ancient Near East». Редактор «Documenting Domestication» (2006).
Замужем, дети. Супруг — Bruce Smith.